# Ulrich Greifelt
Ulrich Heinrich Emil Richard Greifelt (Berlino, 8 dicembre 1896 – Landsberg am Lech, 6 febbraio 1949) è stato un generale tedesco, funzionario delle SS e criminale di guerra durante il periodo nazista. Fu processato al processo RuSHA a Norimberga e condannato all'ergastolo, morì in prigione.

## Biografia
Nacque a Berlino nel 1896, figlio di un farmacista. Si arruolò nell'esercito tedesco nel 1914 e combatté nella prima guerra mondiale. Dopo la guerra si ritirò dall'esercito con il grado di Oberleutnant, successivamente fu membro dei Freikorps. Durante gli anni della Repubblica di Weimar, Greifelt lavorò come economista in una società per azioni di Berlino fino a quando fu licenziato nel 1932 a causa della difficile situazione economica in Germania.
Dopo il Machtergreifung, l'ascesa al potere di Hitler, Greifelt si unì al partito nazista nell'aprile 1933 (membro n. 1.667.407) e alle SS nel giugno 1933 (membro n. 72.909). Nell'agosto 1933 Greifelt era un oratore del Persönlicher Stab RfSS. Dall'inizio di marzo a metà giugno 1934, Greifelt fu capo di stato maggiore della SS-Oberabschnitts Mitte/Elbe e poi a metà gennaio 1935 capo di stato maggiore della SS-Oberabschnitt Rhein/Rhein-Westmark/Westmark. Diresse poi il Registro Centrale della SS-Hauptamt.
Dopo l'inizio della seconda guerra mondiale, Greifelt fu nominato Capo di Stato Maggiore della RKFDV (Reichs kommissar für die Festigung deutschen Volkstums) nell'ottobre 1939. Fu determinante nella "pianificazione e attuazione della ricollocazione della popolazione nell'ambito del Generalplan Ost". Nelle SS, Greifelt salì rapidamente al grado di SS-Gruppenführer nel 1941. Alla fine raggiunse il grado di SS-Obergruppenführerund General der Polizei il 30 gennaio 1944.
Nel febbraio 1942, mentre prestava servizio nello staff di Heinrich Himmler, Greifelt scrisse una direttiva sulle modalità di trattamento dei bambini: affermò che il governo polacco fu responsabile del sequestro dei bambini di etnia tedesca e del loro collocamento negli orfanotrofi e che fosse dovere dei nazisti reclamare questi bambini; coloro che "sembravano" tedeschi dovrebbero essere prelevati dagli orfanotrofi, portati per un esame presso la SS-Rasse- und Siedlungshauptamt prima di essere sottoposti a un ampio studio psicologico, quei bambini che fossero risultati di stirpe razziale desiderabile dovevano essere inviati nei collegi tedeschi e successivamente messi a disposizione per l'adozione dalle famiglie dei membri delle SS, con la loro origine polacca da nascondere al potenziale genitore.
Dopo la seconda guerra mondiale, Greifelt fu arrestato nel maggio 1945. Greifelt fu condannato all'ergastolo al processo RuSHA il 10 marzo 1948. Fu ritenuto colpevole come il principale responsabile dell'espulsione di persone dalla Slovenia, dall'Alsazia, dalla Lorena e dal Lussemburgo. Morì mentre stava scontando la pena nella prigione per criminali di guerra a Landsberg. Greifelt sostenne in sua difesa che aveva a cuore il benessere delle persone che aveva espulso e voleva aiutarle a trovare "il consolidamento della loro esistenza e quindi del loro germanismo". Queste sue affermazioni furono respinte e fu condannato in base alla legislazione sul genocidio approvata poco tempo prima.